# 恩佐·费尔南德斯
恩佐·赫雷米亚斯·费尔南德斯（西班牙語：Enzo Jeremías Fernández，2001年1月17日—），阿根廷男子足球运动员，司职中场，2022年完成成年国家队首秀。他曾代表阿根廷参加2022年国际足联世界杯并夺得该届冠军。現時為英超球队切尔西隊員。

## 俱樂部生涯
费尔南德斯出自阿根廷河床足球俱乐部的青训。
2022年6月23日，河床与葡萄牙俱樂部本菲卡达成了费尔南德斯的转会协议。
2023年1月，本菲卡于切尔西就恩佐·费尔南德斯转会達成了协议，轉會費1.21億歐元，簽約8年半至2031年。
2023年8月30日，他在英联杯第二轮比赛中以 2-1 的比分战胜AFC溫布頓，为切尔西队打入个人首粒进球。

## 國家隊生涯
2022年11月，费尔南德斯入選2022年世界盃阿根廷國家隊26人名單。他随阿根廷国家队夺得該屆世界杯冠军，并当选世界杯最佳新秀。
2024年6月，费尔南德斯入選阿根廷參加2024年美洲國家盃26人名單。

## 個人生活
费尔南德斯的妻子是阿根廷人瓦伦蒂娜·塞万提斯（Valentina Cervantes），两人育有一女一子。2024年10月31日，塞万提斯表示自己已和费尔南德斯分居。
2024年7月，在阿根廷队夺得美洲杯冠军后，费尔南德斯和其他阿根廷球员在球队大巴上侮辱法国国家队黑人球员，这引起法国足协和法国体育部长的批评。费尔南德斯在切尔西的几名法国队友随后在Instagram上不再关注他，并在Twitter上发帖表达愤怒，後來费尔南德斯通过Instagram為此道歉。法国足协就这些言论向国际足联投诉，而切尔西宣布已“启动内部調查程序”。在费尔南德斯再次向切尔西队友私下道歉并向反歧视慈善机构捐款后，切尔西宣布不会对费尔南德斯采取任何处分。

## 榮譽

### 球會
防衛者
- 南美球會盃冠軍 : 2020
- 南美超級盃冠軍 : 2021

河床
- 阿根廷足球甲級聯賽冠軍 : 2021

 切尔西
- 欧洲协会联赛冠軍：2024–25年
- 俱乐部世界盃冠軍 ：2025

### 國家隊
阿根廷
- 世界盃冠軍：2022[17]
- 美洲國家盃冠軍：2024

### 個人
- 國際足協世界盃最佳年青球員：2022年

## 外部連結
- Enzo Fernandez的Instagram帳戶 （页面存档备份，存于）